# Воинские почести

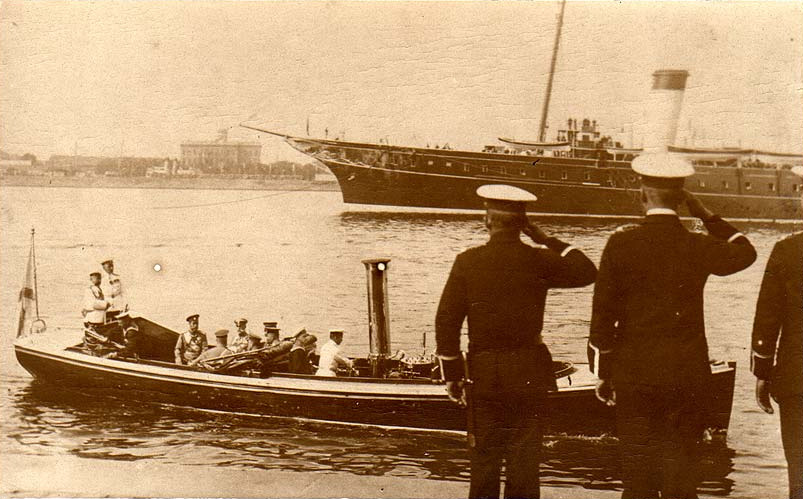
Воинские почести, отдаваемые Российским императорским флотом во время визита Николая II в Ригу, 3 июля 1910 года.

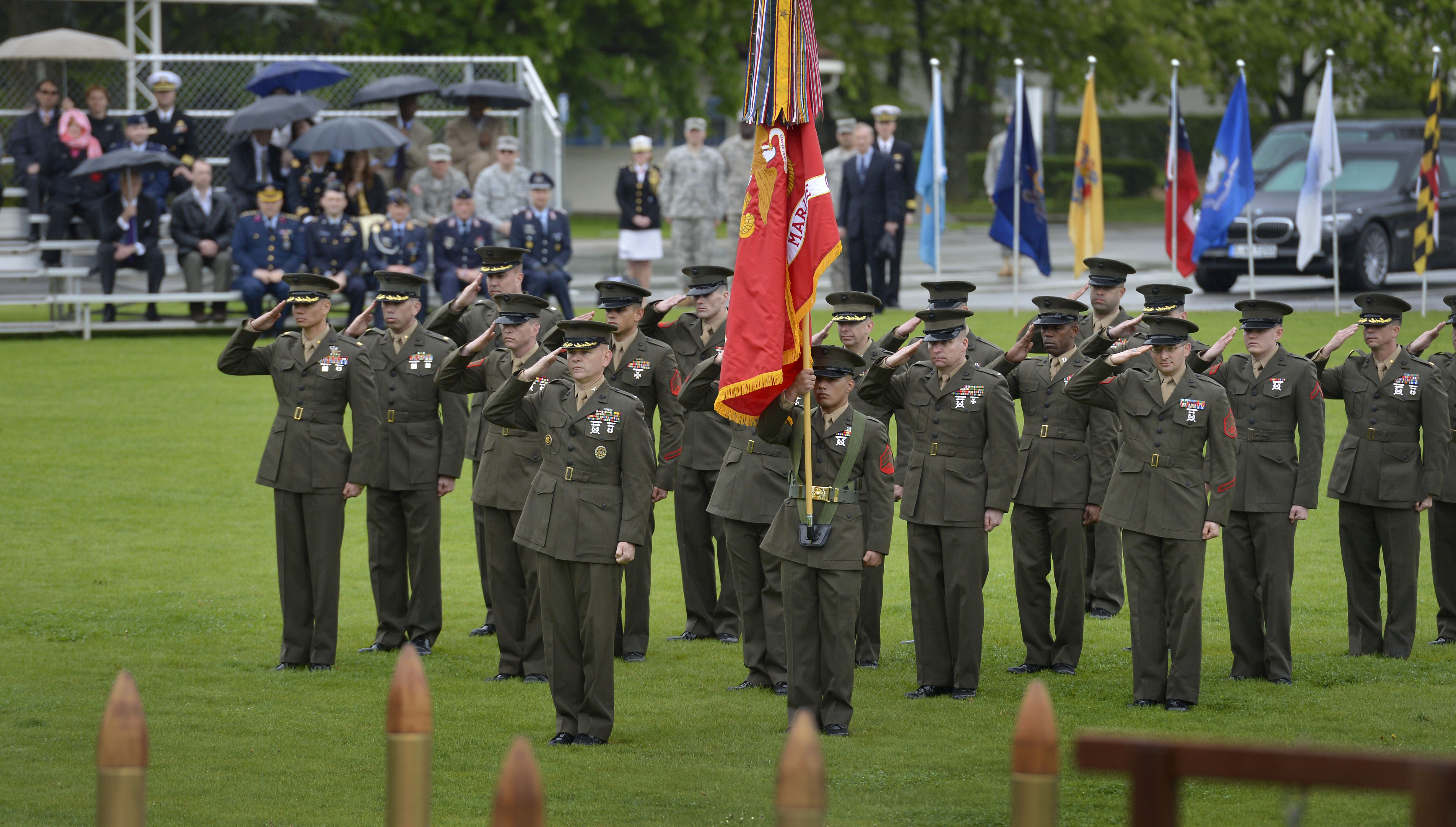
Военнослужащие Армии США в Штутгарте во время церемонии вступления в должность командующего Европейским командованием вооружённых сил США генерала Филипа Бридлава, 10 мая 2013 года

Во́инские по́чести — форма проявления уважения и оказания почёта, принятая в вооружённых силах в форме оружейного или артиллерийского салюта, назначения почетного караула и оркестра. В СССР и современной России почести отдаются при встрече и проводах должностных лиц (в том числе, представителей иностранных государств), при погребении военнослужащих и в некоторых других случаях. В странах Запада к воинским почестям (англ. Battle honour) также относится награждение правительством или сувереном воинской части (или военного корабля) правом носить эмблему, связанную с определённой битвой или операцией, на своём знамени, обмундировании или другом подходящем для этого вещевом имуществе.

## В России
В Вооружённых силах Российской империи воинские почести отдавались при торжественных встречах и при погребении. Торжественные встречи имели место по желанию императора, или других августейших особ, во время их прибытия на военные парады, или при посещении ими городов и крепостей. При погребении почести отдавались всем военнослужащим, умершим на действительной службе, всем уволенным в запас генералам, а также прочим офицерским чинам запаса, награждённым орденом св. Георгия или золотым оружием. Офицерам, а также нижним чинам, побывавшим в походах против неприятеля, при опущении тела в могилу полагался салют из трёх залпов.
Известны случаи использования воинских почестей как дипломатической уловки с целью выхода из затруднительного положения. Так, например, 10 (21) июня 1788 года, накануне войны со шведами, русская эскадра вице-адмирала Вилима Петровича Фондезина, которая включала в себя три 100-пушечных линейных корабля, один фрегат и пять транспортов, повстречалась неподалёку от острова Готланд со шведской, состоящей из 12 линейных кораблей, пяти фрегатов и трёх катеров под командой брата шведского короля Густава III, — генерал-адмирала герцога Карла Зюдерманландского. Хотя война ещё не была объявлена, герцог, имея явное численное превосходство, попытался спровоцировать Фондезина на бой, требуя от него уведомления о цели и назначении его эскадры, а также салюта, не предусмотренного действующими русско-шведскими протоколами. Фондезин удовлетворил оба требования герцога, объявив, что делает это исключительно в знак уважения главнокомандующему шведским флотом, как брату короля. Тот ответил ему восемью выстрелами, как младшему. Инцидент был исчерпан — эскадры разошлись, вызов не удался.
В Вооружённых Силах СССР воинские почести были установленной формой проявления уважения и оказания почёта при встрече и проводах Председателя Президиума Верховного Совета Союза ССР, Председателя Совета Министров Союза ССР, Генералиссимуса Советского Союза, Министра обороны Союза ССР, Маршалов Советского Союза, Адмиралов флота Советского Союза и некоторых других должностных лиц, а также представителей иностранных государств. Кроме того, почести отдавались при возложении венков к памятникам и могилам воинов, погибших в боях за свободу и независимость СССР, выносе Боевого Знамени, погребении военнослужащих, а также гражданских лиц, имевших особые заслуги перед Советским государством и в некоторых других случаях. Порядок отдания воинских почестей определялся уставами Вооружённых Сил, инструкциями и особыми указаниями. В ВС России порядок и форма отдания воинских почестей во многом повторяет положения, унаследованные из военных уставов СССР.